# كي. راجو
كي. راجو هو وكيل نيابة وسياسي هندي، ولد في 10 أبريل 1953 في Eroor ‏ في الهند. نشط حزبياً في الحزب الشيوعي الهندي. في 2011 Kerala Legislative Assembly election ‏، انتخب Member of the 13th Kerala Legislative Assembly ‏ وقد انضم خلال فترته النيابية ‏ (14 مايو 2011 – 20 مايو 2016) للكتلة البرلمانية Left Democratic Front ‏ وفي 2016 Kerala Legislative Assembly election ‏، انتخب Member of the 14th Kerala Legislative Assembly ‏ عن دائرة Punalur Assembly constituency ‏ وقد انضم خلال فترته النيابية ‏ (21 مايو 2016 – ) للكتلة البرلمانية Left Democratic Front ‏.